# Lorenzo Alcantuz
Lorenzo Alcantuz fue un líder popular colombiano,  destacado por su participación en la Insurrección de los Comuneros, movimiento social surgido en la época colonial. Nació en 1741 en la ciudad de Sogamoso, Boyacá y falleció en Bogotá, en 1782.
En 1781, cuando José Antonio Galán inicia la revuelta comunera, Alcantuz se encontraba viviendo en San Gil y luego de recibir noticias de los actos rebeldes, protesta contra la autoridad española pisoteando y rompiendo las "armas reales", pasando a la clandestinidad y uniéndose como líder sangileño al ejército comunero. Cuando la efímera revolución cae,  Alcantuz es ejecutado y desmembrado al igual que los otros dirigentes insurrectos (Galan, Isidro Molina y Manuel Ortiz) y su cabeza es exhibida en San Gil posteriormente. 
En San Gil se creó un coliseo en su honor llamado coliseo Lorenzo Alcantuz.